# Аниций Олибрий (консул 526 г.)
Флавий Аниций Олибрий Младши (на латински: Flavius Anicius Olybrius iunior) е политик на Византия през 6 век.
Произлиза от знатната фамилия Аниции. През 526 г. Олибрий е консул без колега и получава титлата patricius.